# ピン・チュンハワン

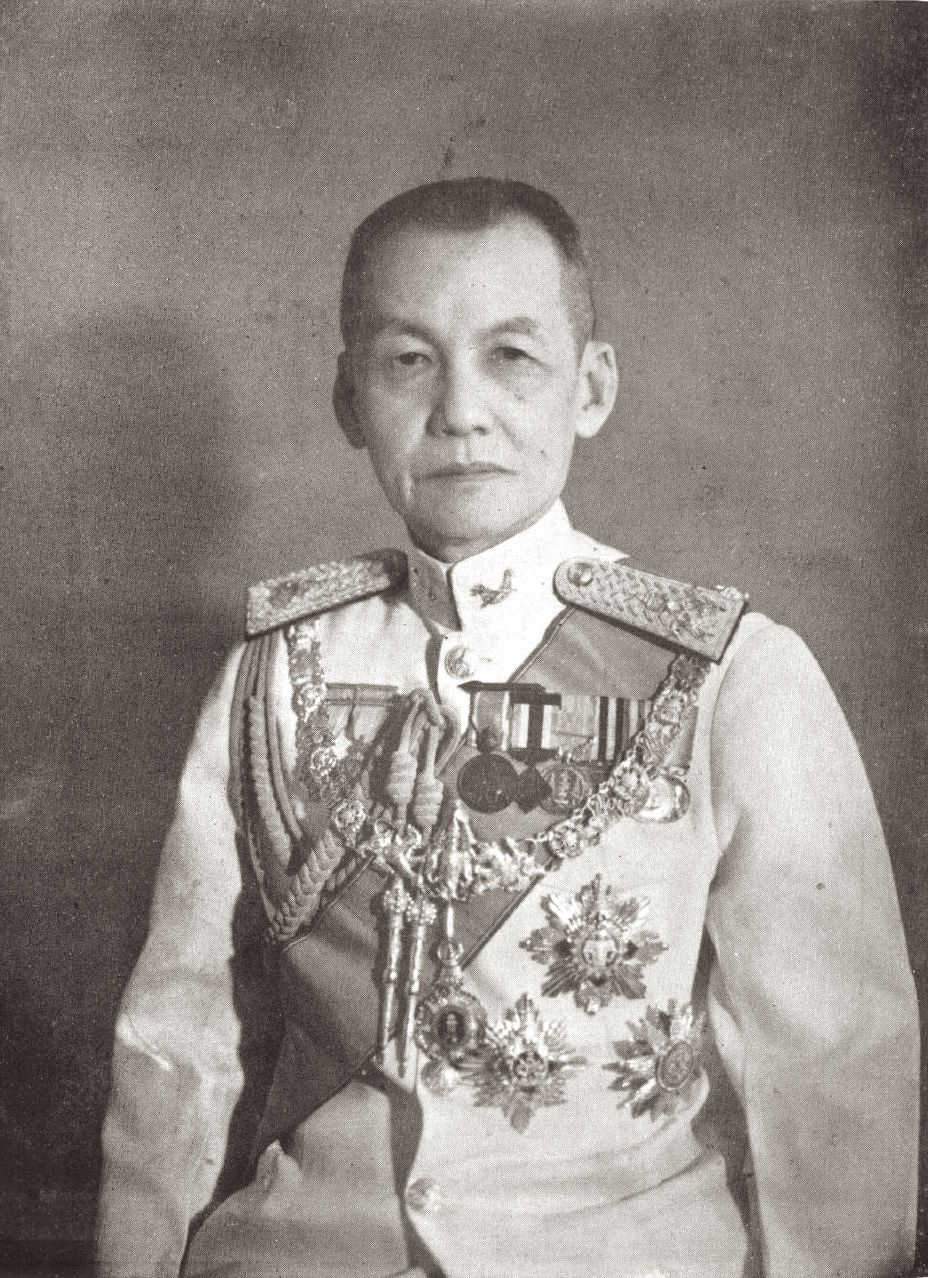

ピン・チュンハワン（タイ語: ผิน ชุณหะวัณ; RTGS: Phin Chunhawan、1891年（仏暦2434年）10月14日 - 1973年（仏暦2516年）1月26日）は、タイの軍人、政治家。陸軍元帥。1947年のタイ・クーデターで中心的役割を果たし、1951年の静かなるクーデター以降は政界に進出、プレーク・ピブーンソンクラーム政権末期に副首相、副国防相、農業相を担当するとともに、パオ・シーヤーノンと｢ソーイ ･ラーチャクルー」(ピン・パオ派)と呼ばれる派閥を形成し、軍、政治、経済面で権勢をふるったが、政敵サリット・タナラットのクーデターで失脚した。子は第23代首相チャートチャーイ・チュンハワン。

## 生涯
サムットソンクラーム県バーンコンティー郡出身。両親はいずれも華僑で、父で医師の開は潮汕（汕頭市澄海区東里鎮とも）、母の林風（タイ語名：プラブ・チュンハワン）は汕頭出身である。9歳からタムボン・バーンノックにあるクウェークワット・ポーナーム寺院で初等教育を受けたのち、11歳から3年間出家。還俗後、マハラム・パラム寺院とボウォニウェート寺院でそれぞれ中等教育を受ける。
16歳のとき、ラーチャブリー県の第4師団下士官教導隊に入隊し、1910年に優秀な成績で修了、王立陸軍士官学校予科を経てラーチャブリー県駐屯の第4歩兵連隊に勤務、少尉任官。以降、同部隊にて新兵訓練を5年間担当する。第4歩兵師団、第1軍管区などで参謀長を務め、37歳で陸軍参謀学校に通った後、官位「ルワン」および欽錫名「チャムナン・ユッタサート（戦術の意味）」を与えられるが、のちに放棄している。1929年に少佐に昇進。
1933年、ボーウォーラデートの反乱では鎮圧混成師団参謀長、第3軍管区参謀長。のち同副司令官、司令官。1937年、大佐。
1940年11月、イーサーン軍（司令官：ルアン・クリアンサックピチット中将）副司令官として対仏国境紛争を指揮。
1941年、少将昇進。同年5月、パヤップ軍（日本は「外征軍」と呼称）隷下の第3師団長として、イギリス領ビルマのシャン州の侵攻に参加、42年8月、シャン州軍知事。1943年、パヤップ軍副司令官を務めた。1944年、陸軍司令部参謀部員。同年末、セーニー・プラーモート政権下での戦争犯罪人法成立のあおりを受け中将で退役。
1947年、陸軍副司令官。同年、カート・カートソンクラーム大佐、サリット・タナラット大佐らと「政変団」（カナ・ターハン）を組織し、11月8日深夜～9日未明、タイ・クーデターでピプーンを復権させる。クーデター成功後、彼はラジオで報道機関に向けて、食料品の不足と物価の高騰を憂慮している事、「わが軍は、国家が腐敗した文民政治でさらに腐敗しないため、国民の利益のために行動したのだ」と涙ながらに語った。また、17日にはラーマ8世の死は暗殺であり、侍従ら5名を逮捕した旨を発表したが、詳細に関しては言及を避けた。
クーデター後、陸軍司令官に昇進。1950年には陸軍大将となった。
また1951年には娘婿にして義兄弟である警察長官パオ・シーヤーノンとともに「静かなるクーデター」を起こし、副首相として事実上権力を掌握した。彼らは、バンコク市内のパホンヨーティン通りにあるチュンハワン家の場所から｢ソーイ ･ラーチャクルー」(ピン・パオ派) と呼ばれ、警察権力を利用して麻薬取締を建前に大がかりなアヘン・麻薬取引を行って資金源とするとともに、バンコク銀行やアユッタヤー銀行の経営陣に腹心の人間を登用させて手中に収めたり、酒、砂糖などの業種にも手を出すなど、その活動を経済圏にまで広げた。
また、米国からの軍事援助を率先して推進した が、経済への腐心のあまり軍内部での支持を失い、1957年3月、農業大臣に就任。
同年、イーサーンで最悪の干ばつが発生した。バンコクへは東北からの大規模な移住者が押し寄せ、社会問題につながったが、政府当局は楽観視し、農業大臣のピンも「都市への北東部の移住も、彼らがカエルやトカゲを食している事も日常茶飯事であり、心配することは何もない」と発言した。一方、バンコクのフワランポーン駅には、毎日多くの難民が到着しており、学生や修道士は緊急支援ステーションを設置する必要があった。
8月10日、新しく副農相に就任したチャルームキアット・ワッタナーンクーン空軍元帥をヘリコプターでイーサーン地域の調査に派遣したが失敗。同じく航空機による2回目の調査を公開したが、土地のすべては満足な状態にあり、イーサーンに危機はなかったとの姿勢を崩さなかった。この問題を解決するための最後の試みとして、ピブーン政府は5300万バーツを割り当てた。これは、イサーンの53人の代表者の間で均等に分割された。
また、農業大臣就任前からタイ林産公社（FIO、1956年設立）の設立に関わっていたが、イーサーンでの杜撰な対応への批判が冷めやらぬ中で、既存の民間林業業者に圧力を加えていたこと、ターク県のピン川に建設中のプーミポン・ダムの水没地区の木材伐採を独占するため、同地区の樹木を伐採する許可の早期申請を提出したこと、それを拒んだ王室林野局局長のティエム・ホムリットを更迭の上冤罪で告発したこと、などをティエム自身にマスコミを通じて暴露される。
同年9月、政敵のサリット・タナラットが権力を掌握。サリット政権はピン・パオ派を徹底攻撃し、一族が数百万ドルの公的資金を横領し、スイスの銀行口座にそれらを隠ぺいしていたと告発した。パオはスイスに逃亡し、そこで死去した。
失脚以降は政界を去って自宅で隠居生活を送り、1973年、プラモンクックラオ病院で死去した。子のチャートチャーイは軍人から外交官に転身させられ、以降サリットの死去後10年近くたった1972年までタイに帰国できなかった。

## 年譜
- 1910年 - 第4師団下士官教導隊修了、王立士官学校予科入学
- 1921年 - 第4師団参謀長
- 1926年 - 第1軍管区（タイ語版）参謀長
- 1927年 - 第4師団参謀長
- 1928年 - 陸軍参謀学校
- 1929年 - 少佐
- 1933年 - ボーウォーラデートの反乱（英語版）鎮圧部隊参謀長、第3軍管区（タイ語版）参謀長
- 1934年、中佐、第3軍管区副司令官
- 1935年 - 第3軍管区司令官
- 1937年 - 大佐
- 1940年11月 - イーサーン軍副司令官（～41年5月9日[18]）
- 1941年 - 少将、第3師団長
- 1942年8月 - シャン州軍知事[19]
- 1943年 - 中将、パヤップ軍副司令官[19]
- 1944年 - 陸軍司令部参謀部員
- 1947年11月8日 - 首相代理（～10日）
- 1948年5月28日 - 陸軍司令官（～1954年6月23日）
- 1950年 - 陸軍大将
- 1951年12月6日 - 副首相（～1956年4月19日）
- 1952年 - 海軍大将、および空軍大将[20]
- 1953年4月 - 元帥[21]
  - 12月12日 - 農業大臣（～1957年9月16日）
- 1954年6月23日 - 国防副大臣（タイ語版）（～57年2月26日）、国防省副検査官
- 1956年 - 衆議院議員、第2種議員、制憲議会議員、元老院議員

## 家族
ウィバンラックス・チュンハワンとの間に5人の子供を儲けたが死別し、のちスパプン・チュンハワンと再婚、1人の子供を儲けた。チャートチャーイが政界進出すると親族や娘婿らも続き、ピン・パオ派を再形成した。
- ウィブンラックスとの子
  - 長女：ウドムラク・シーヤーノン（1913-1981）、陸軍少将、警察長官パオ・シーヤーノン（英語版）と結婚。
  - 次女：プローム・タッパランシー（1915-1999）、主計局長アルン・タッパランシーと結婚。その子にチャートチャーイ首相附武官を務めたガモン・タッパランシー[22]と工業相、保健相、科学技術相、臣民党副党首を務めたコーン・タッパランシー（英語版）
  - 三女：タンプーイン・チャルーン・アディレクサーン（1917年1月22日-2012年）、タイ国民党創設者の一人で副首相、内務相、産業相を務めたプラマーン・アディレクサーン（英語版）と結婚。
  - 長男：チャートチャーイ・チュンハワン（1920-1998）陸軍大将、23代首相。タンプイン・ブーンルーン・チュンハワン（タイ語版）と結婚
  - 四女：プンスク（ポルノソム）チュンハワン（1922-現在）、タイ王室財産管理局（英語版）副局長チャラーム・チーサクンと結婚
- スパプンとの子
  - 次男：プラチャロムサック・チュンハワン、Natthini Chunhawan（Sakulermsali Rattaviphak）と結婚。